# كأس تونس للكرة الطائرة للرجال 1960–61
كأس تونس للكرة الطائرة للرجال 1961-1960 هو الموسم رقم 5 من كأس تونس للكرة الطائرة للرجال.

فاز بهذا الموسم التحالف الرياضي.

## روابط خارجية
- الموقع الرسمي للجامعة التونسية للكرة الطائرة.